# Нагорний (Промишленнівський округ)
Наго́рний (рос. Нагорный) — селище у складі Промишленнівського округу Кемеровської області, Росія.

## Населення
Населення — 92 особи (2010; 90 у 2002).
Національний склад (станом на 2002 рік):
- росіяни — 82 %